# Daniel Roy
Pour les articles homonymes, voir Roy.
Daniel Roy est un écrivain et poète québécois né le 4 août 1954 à East Angus. 

## Honneurs
- 2001 - Prix littéraire Juge-Lemay